# Алексеевка (Саянский район)
Алексеевка — деревня в Саянском районе Красноярского края. Входит в состав Малиновского сельсовета.

## История
Основана в 1906 году. В 1926 году состояла из 151 хозяйства, основное население — белорусы. В составе Малиновского сельсовета Агинского района Канского округа Сибирского края.

## Население
| 1926 | 2010 |
| ---- | ---- |
| 814  | ↘24  |